# راندي دانيلز
راندي دانيّلز (بالإنجليزية: Randy Daniels)‏ هو صحفي أمريكي، ولد في 1951 في شيكاغو في الولايات المتحدة.